# Cephonodes janus
Cephonodes janus är en fjärilsart som beskrevs av Misk. 1891. Cephonodes janus ingår i släktet Cephonodes och familjen svärmare. Inga underarter finns listade i Catalogue of Life.